# Янгсвілл (Нью-Мексико)
Янгсвілл (англ. Youngsville) — переписна місцевість (CDP) в США, в окрузі Ріо-Арріба штату Нью-Мексико. Населення — 44 особи (2020).

## Географія
Янгсвілл розташований за координатами 36°11′50″ пн. ш. 106°34′3″ зх. д. / 36.19722° пн. ш. 106.56750° зх. д. (36.197180, -106.567581).  За даними Бюро перепису населення США в 2010 році переписна місцевість мала площу 2,31 км², з яких 2,30 км² — суходіл та 0,00 км² — водойми.

## Демографія
Згідно з переписом 2010 року, у переписній місцевості мешкало 56 осіб у 25 домогосподарствах у складі 13 родин. Густота населення становила 24 особи/км².  Було 37 помешкань (16/км²).
Расовий склад населення:
| - 71,4 % — білих - 25,0 % — осіб інших рас |

До двох чи більше рас належало 3,6 %. Частка іспаномовних становила 89,3 % від усіх жителів.
За віковим діапазоном населення розподілялося таким чином: 25,0 % — особи молодші 18 років, 60,7 % — особи у віці 18—64 років, 14,3 % — особи у віці 65 років та старші. Медіана віку мешканця становила 42,5 року. На 100 осіб жіночої статі у переписній місцевості припадало 107,4 чоловіків;  на 100 жінок у віці від 18 років та старших — 90,9 чоловіків також старших 18 років.
Цивільне працевлаштоване населення становило 40 осіб. Основні галузі зайнятості: освіта, охорона здоров'я та соціальна допомога — 70,0 %, науковці, спеціалісти, менеджери — 10,0 %.